# Molson

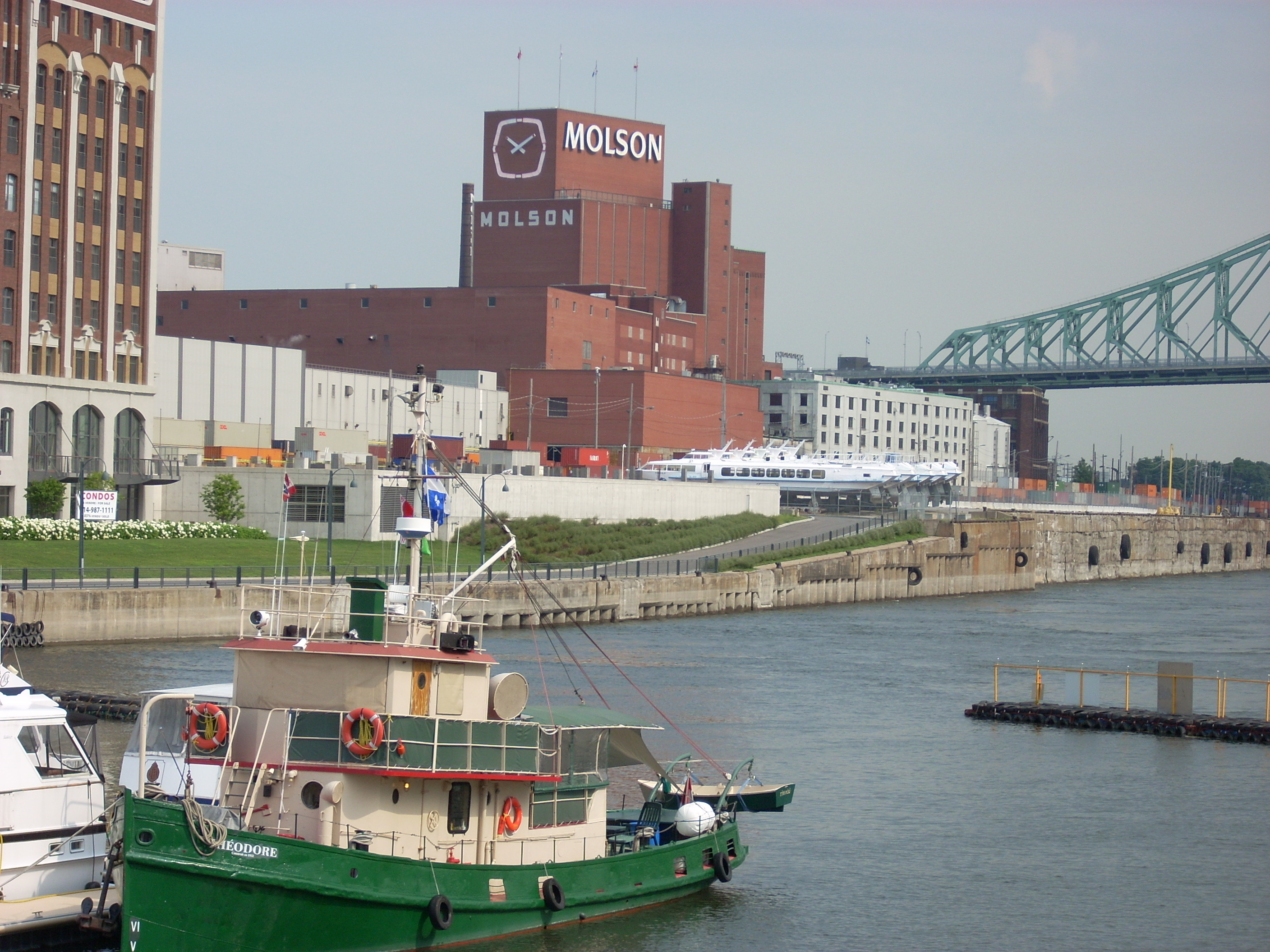
Molson Brauerei in Old Montreal

Molson Inc., war 2003 mit einem Umsatz von zwei Milliarden Dollar Kanadas größtes Brauunternehmen und damit auch der größte Hersteller alkoholischer Getränke. Mit fünf Brauereien kontrollierte die Molson Inc. etwa 45 % des kanadischen Biermarktes. 

## Geschichte
Die Gründung erfolgte 1786 von John Molson, sie ist somit die älteste Brauerei in ganz Nordamerika. Der erste Standort befand sich am Sankt-Lorenz-Strom in der französischsprachigen Stadt Montreal.
In den Jahren 2000 und 2002 übernahm die Molson Inc. die brasilianischen Firmen Marca Bavaria und Kaiser. Zuletzt war es Nr. 13 der größten Brauereigruppen der Welt. Im Jahr 2005 erfolgte eine gleichberechtigte Fusion mit Coors, heute ist das Unternehmen Bestandteil der neuen Molson Coors Brewing Company. Das Hauptprodukt ist das Lagerbier Canadian.
2000 erreichte Molson mit einer PR-Kampagne großes Medieninteresse. Mit dem Werbespot „I Am Canadian“ wurden auf humorvolle Weise verschiedene Vorurteile gegenüber Kanadiern dargestellt.

## Produkte
- Molson Canadian (Lager, 5 % vol.)

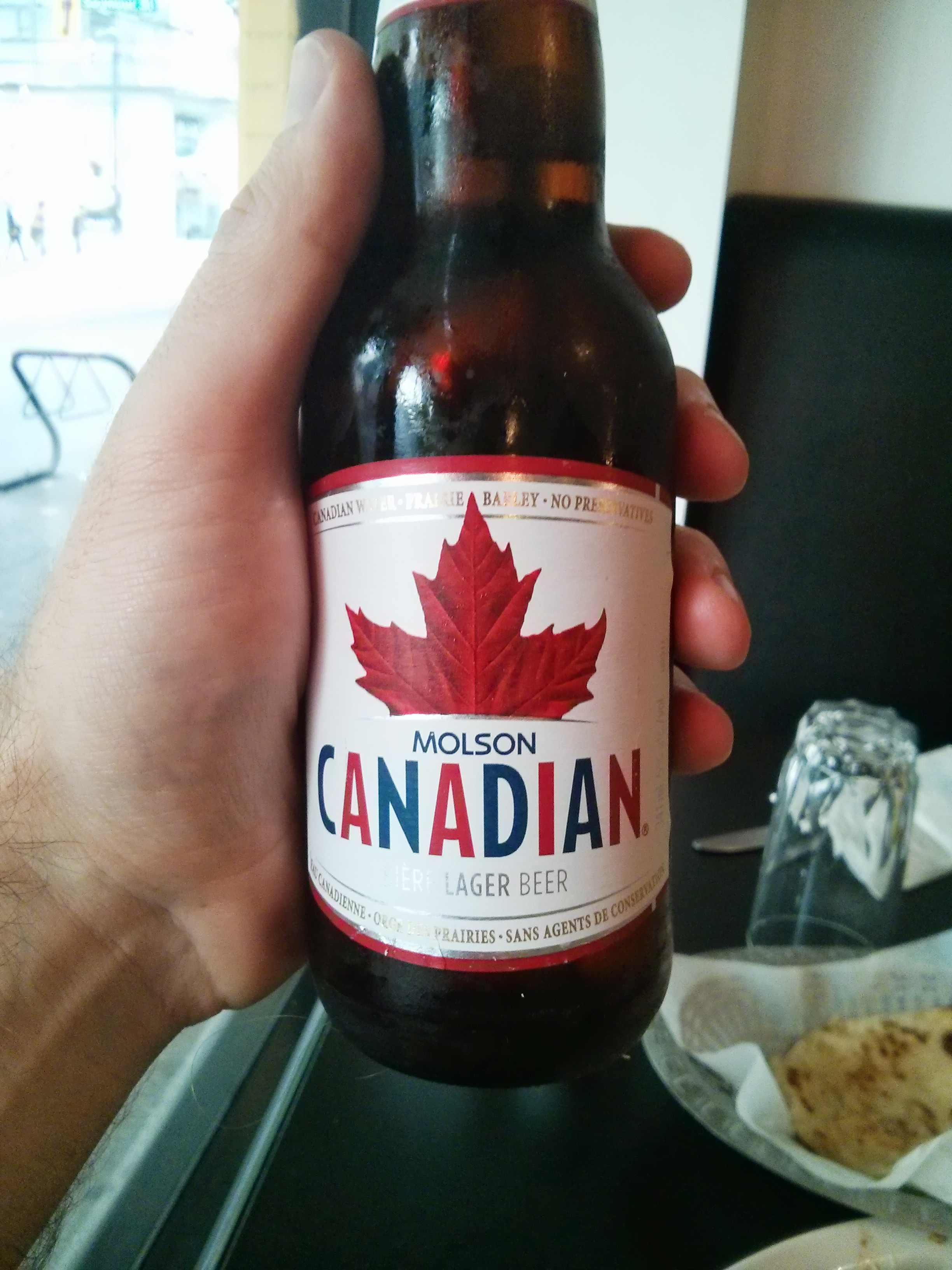
Bierflasche von Molson Canadian

- Molson Canadian 67 (Leichtbier, 3 % vol.)
- Molson Canadian Cold Shots (6 % vol.)
- Molson Canadian Wheat (Weizenbier, 4,5 % vol.)
- Coors Light
- Molson Export
- Molson Ex Light
- Molson Dry
- Molson Smooth Dry
- Molson Ultra
- Rickard’s Red
- Rickard’s Pale Ale
- Rickard’s Honey Brown
- Pilsner
- Carling
- Carling Black Label
- Bohemian
- Tornade

## Sponsoring
Auf dem Concord Pacific Place wurden von 1990 bis 2004 auf dem Stadtkurs im Rahmen der Champ-Car-Serie das Molson Indy Vancouver ausgetragen. In den Streets of Toronto fand von 1986 bis 2006 das Molson Indy Toronto (2006: Molson Grand Prix of Toronto) statt.